# 解放乡 (雅安市)
解放乡，是中华人民共和国四川省雅安市名山区曾经下辖的一个乡。2019年12月，撤销解放乡，将原解放乡吴岗村行政区域划归红星镇管辖，将原解放乡文昌村所属行政区域划归新店镇管辖，原解放乡银木村、高岗村、瓦子村、月岗村所属行政区域划归百丈镇管辖。

## 行政区划
解放乡撤销前下辖以下地区：
吴岗村、月岗村、银木村、文昌村、高岗村和瓦子村。